# 福特Scorpio
福特Scorpio是由福特汽車為了取代福特Granada車系，自1985年至1998年間製造販售的大型豪華轎車（executive car）。雖然歷經兩個世代的改款，但同樣皆為前置後驅（FR）的驅動方式。該款車一、二代都曾引進臺灣，分別稱為天生贏家和天蠍星，雖然進口價格自新台幣90多萬（第一代2.9L）至100多萬（第二代2.3L），但中古市場的價格與口碑不佳。該車款在1980年代末期曾以「Merkur Scorpio」之名進軍北美洲市場，其中「Merkur」乃是福特的副品牌。

## 歷史

### 第一代（1985年-1992年）
以機械結構而言，Scorpio與福特Sierra有許多共通點，譬如前者採用後者延長版的底盤、兩者的造型近似（還有第三代Escort也近似），另外許多零件也仍共用。按市場特性的不同，動力來源計有著名的1.8L、2.0L直列四缸Pinto型引擎，也有2.4L和2.8L V型六缸Cologne型12汽門引擎（後者後來改由2.9L取代）以及一具2.3升柴油引擎。在車名方面，全歐洲市場皆以「福特Scorpio」稱之，唯獨英國市場例外，仍沿用「福特Granada」之名。福特汽車企圖在歐洲市場切入大型豪華車的定位，於是在擁有豐富配備的Granada之上出現了Scorpio，並額外添加一些配備：擋風玻璃加熱裝置、巡航定速、以及稍後才推出的四輪驅動系統；其中最值得注意的是ABS防鎖死煞車系统，這是歐洲同級車中首度出現以ABS為全車系標準配備的車款，多數同級車仍列為加價選購配備。而此款車上市後獲得舒適、寬敞的好評，特別是後座的腿部空間較為寬闊。不過銷售初期時僅有五門掀背車版，受到消費者的批評，於是1990年推出四門轎車版，兩年後更推出頂級高端車型。
1987年時原廠在動力方面做了些許更動：原2,792c.c. V型六缸12汽門引擎的排氣量微調成2,933c.c.，使得最大扭力23.5kg-m / 3,000rpm（搭配觸媒轉換器則為23.3kg-m/3,000rpm）之表現較舊款為佳；最大馬力為150ps / 5,700rpm（搭配觸媒轉換器則為145ps / 5,500rpm），極速可達208km/hr（手動排檔）、204km/hr（自動排檔）、204km/hr（觸媒手動排檔）、200km/hr（觸媒自動排檔）。該款車0-100km/hr加速時間為9.0秒（手動排檔）、11.0秒（自動排檔）、9.2秒（觸媒手動排檔）、11.1秒（觸媒自動排檔）。
隨後在1989年，淘汰原先的2.0L Pinto型引擎，取而代之的是一具2.0L直列四缸DOHC 8汽門引擎。最大出力可達125ps / 5,500rpm（搭載觸媒轉換器則略降為120ps），扭力峰值為17.7kg-m / 2,500rpm（搭載觸媒轉換器則為17.4kg-m）。其0-100km/hr之加速表現為：手排車型為11.2秒、自排車型為13.0秒；極速表現：手排車型為192km/hr、自排車型為188km/hr。

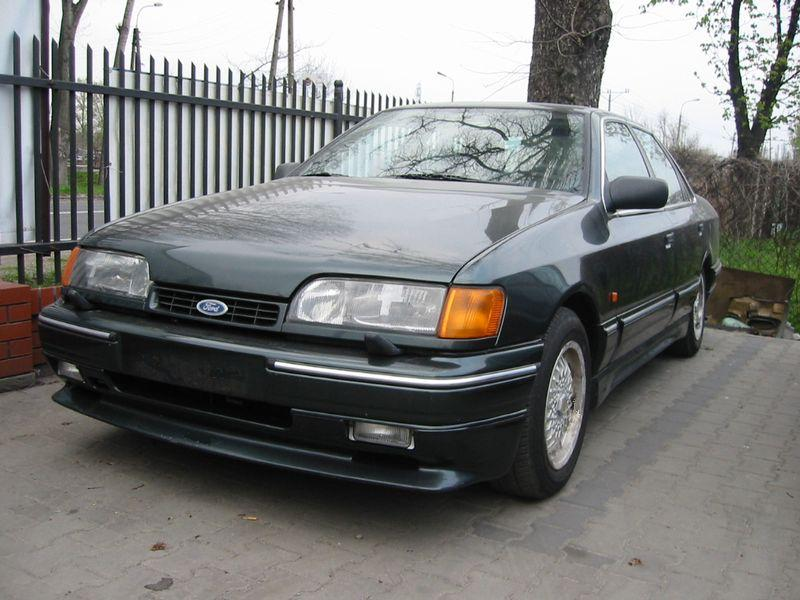
GhiaRS車型車頭

1990年推出「Scorpio Cosworth」版車型，可選購2.9L V型六缸24氣門考斯沃斯（Cosworth）引擎。Cosworth是一家位於英國倫敦的引擎製造商，雖然這具2.9L 24汽門引擎的最大馬力可輸出195ps/5750rpm，最大扭力為28.1kgm/4500rpm，0-100加速8.8秒以及極速可達225km/h的亮眼性能表現，但相對而言也比較耗油。（此24汽門型僅提供自排。）此外，很多消費者發現第一、二代Cosworth版的傳動軸隨著車齡的增加，常出現惡化故障的問題。此外，此代車型曾經獲得1986年歐洲年度風雲車的獎項。

#### Merkur Scorpio

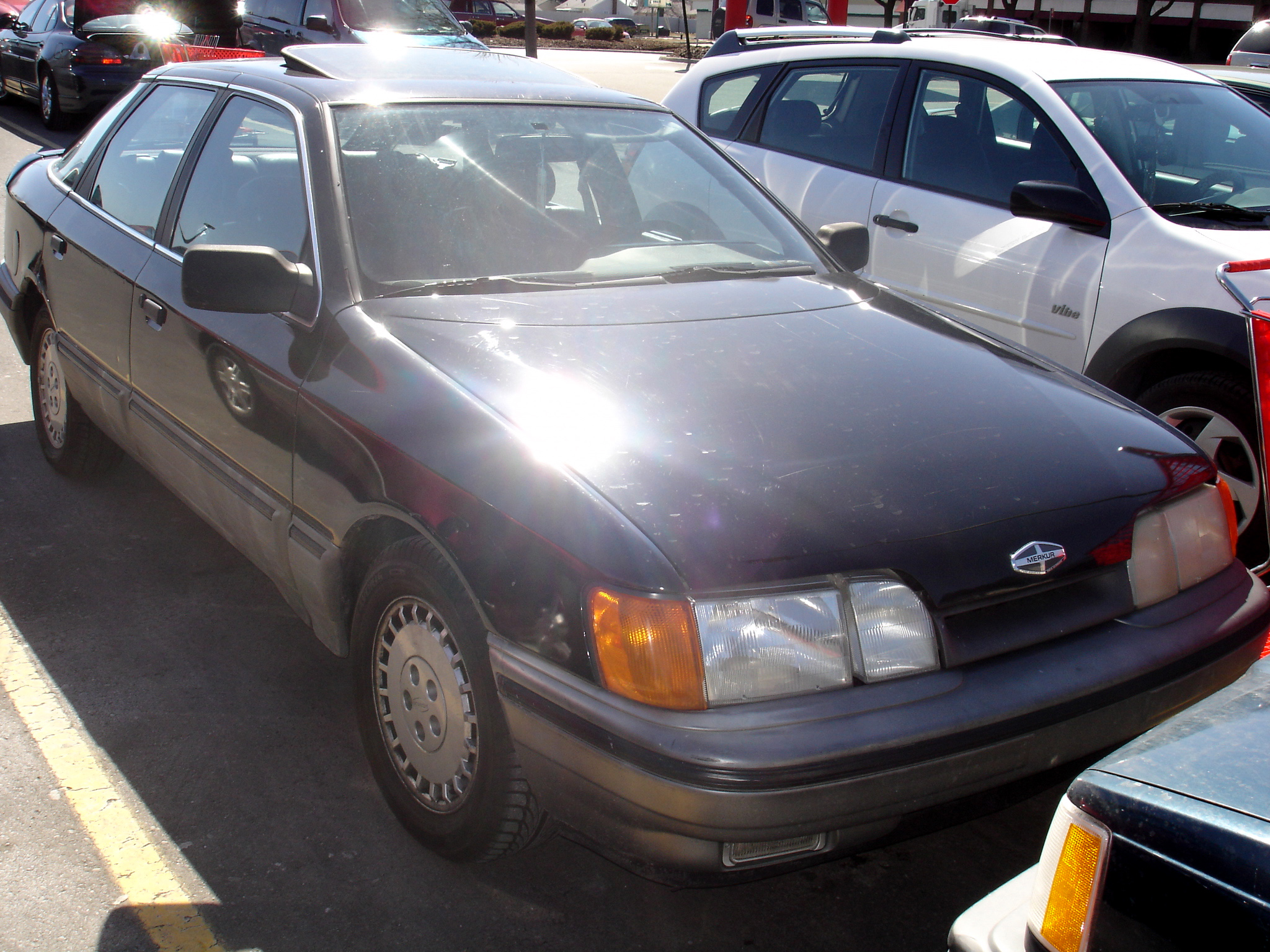
Merkur Scorpio車頭

北美洲地區販售的Scorpio稱為「Merkur Scorpio」，廠徽銘牌為「Merkur」。在1988年至1990年間，該款車透過福特旗下的林肯與水星區域經銷商通路販售。動力方面僅有2.9L V型六缸Cologne型引擎，為了符合當地的汽車廢氣排放標準，最大馬力調降至140hp。變速箱系統除A4LD型四速自排外，另有T-9型五速手排變速系統，但加拿大地區僅提供四速自排而已。縱然福特汽車試著以該款車切入中型豪華轎車的市場，但銷售成績並不耀眼，於是1989年後福特汽車捨棄使用「Merkur」的標誌。

#### 福特天生贏家
臺灣福特六和汽車公司於1986年引進Scorpio，因為產品型錄次頁出現「天生贏家」四個字，原廠與消費者遂習慣稱呼為「天生贏家」。引進的動力版本有基本款2.0L和頂級型2.9L兩種，驅動方式皆為前置後驅，但僅在九和汽車的經銷體系販售。由於配備相當豪華，比如前座加熱與充氣調整軟硬裝置、後座空間寬敞且附電動座椅調整裝置、除霧後視鏡、行車旅程電腦等，頗受市場好評。但消費者對初期引進的五門掀背車型接受度不高，加上貿易商自行進口的水貨猖獗，售價較為低廉，使得原廠的銷售成績毫無起色。

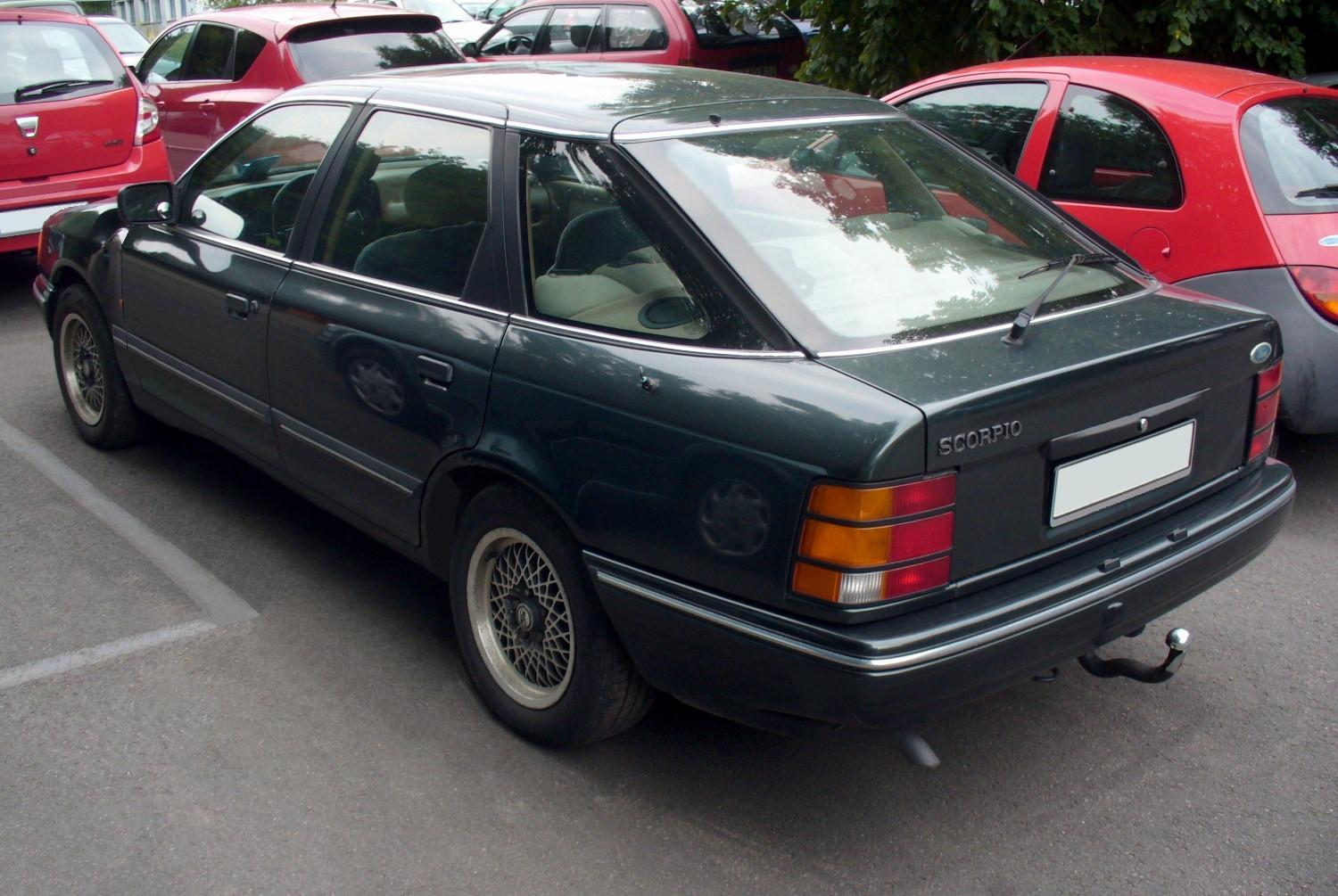
五門掀背車型車尾
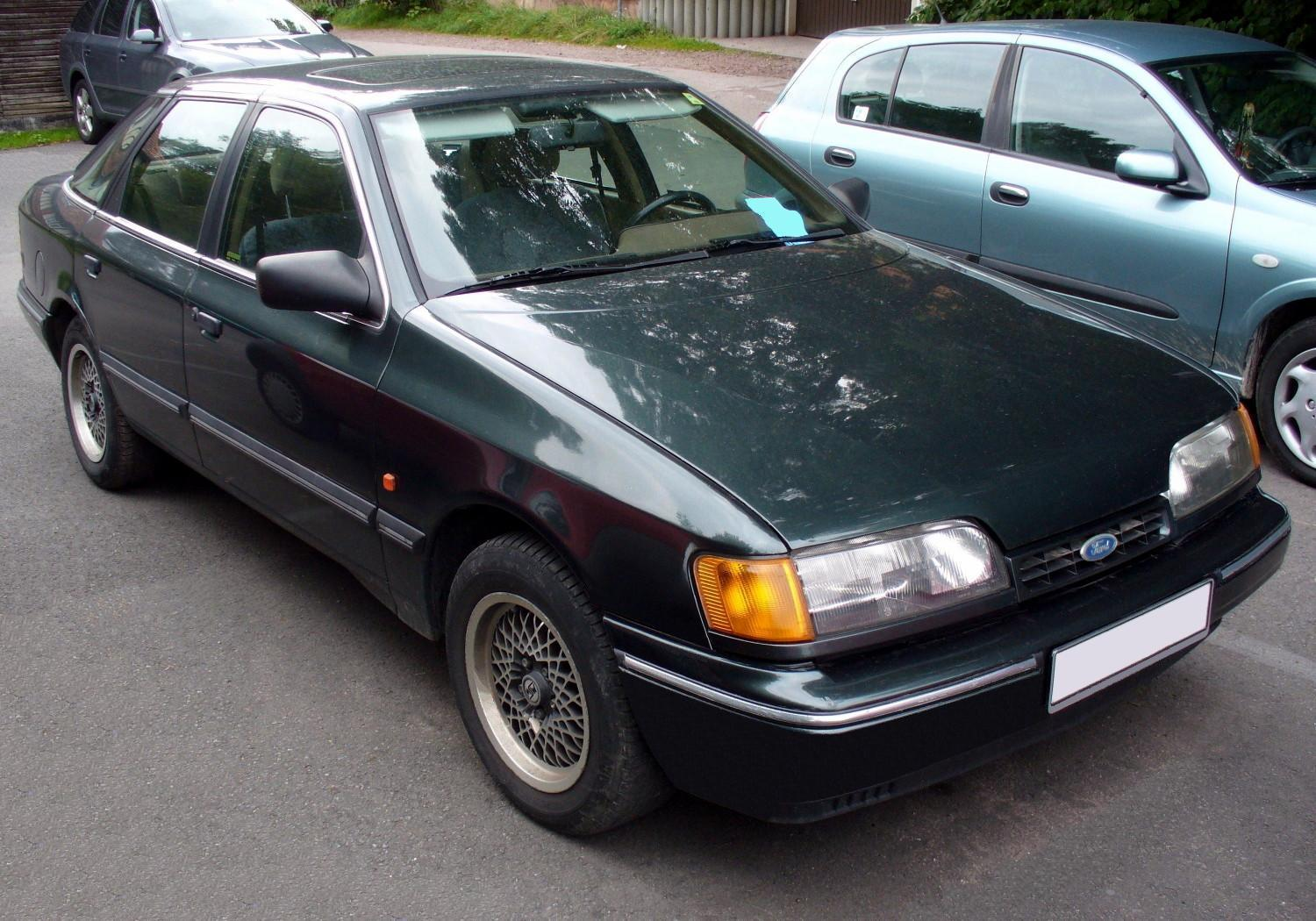
五門掀背車型車頭
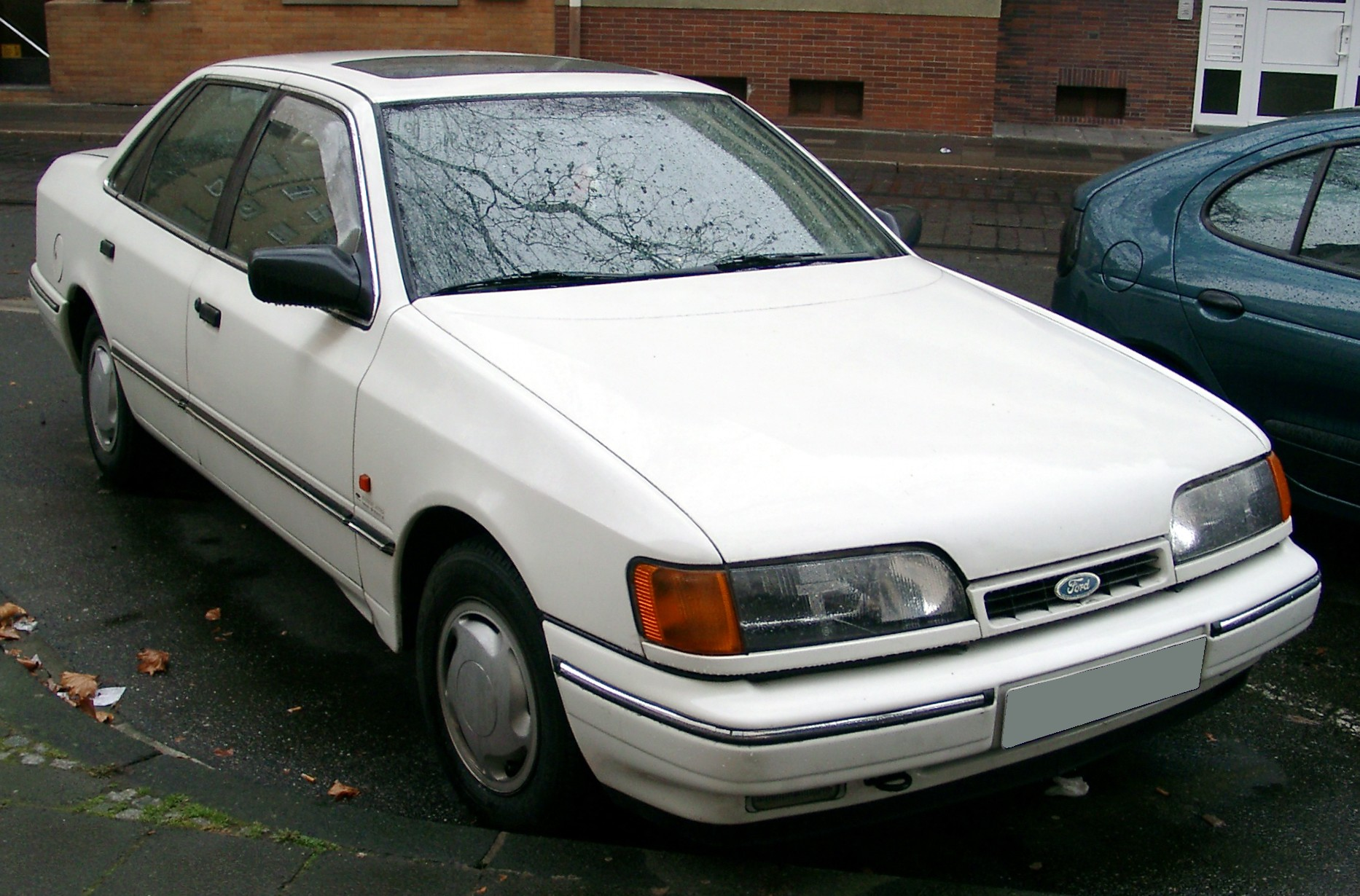
車頭（德規）
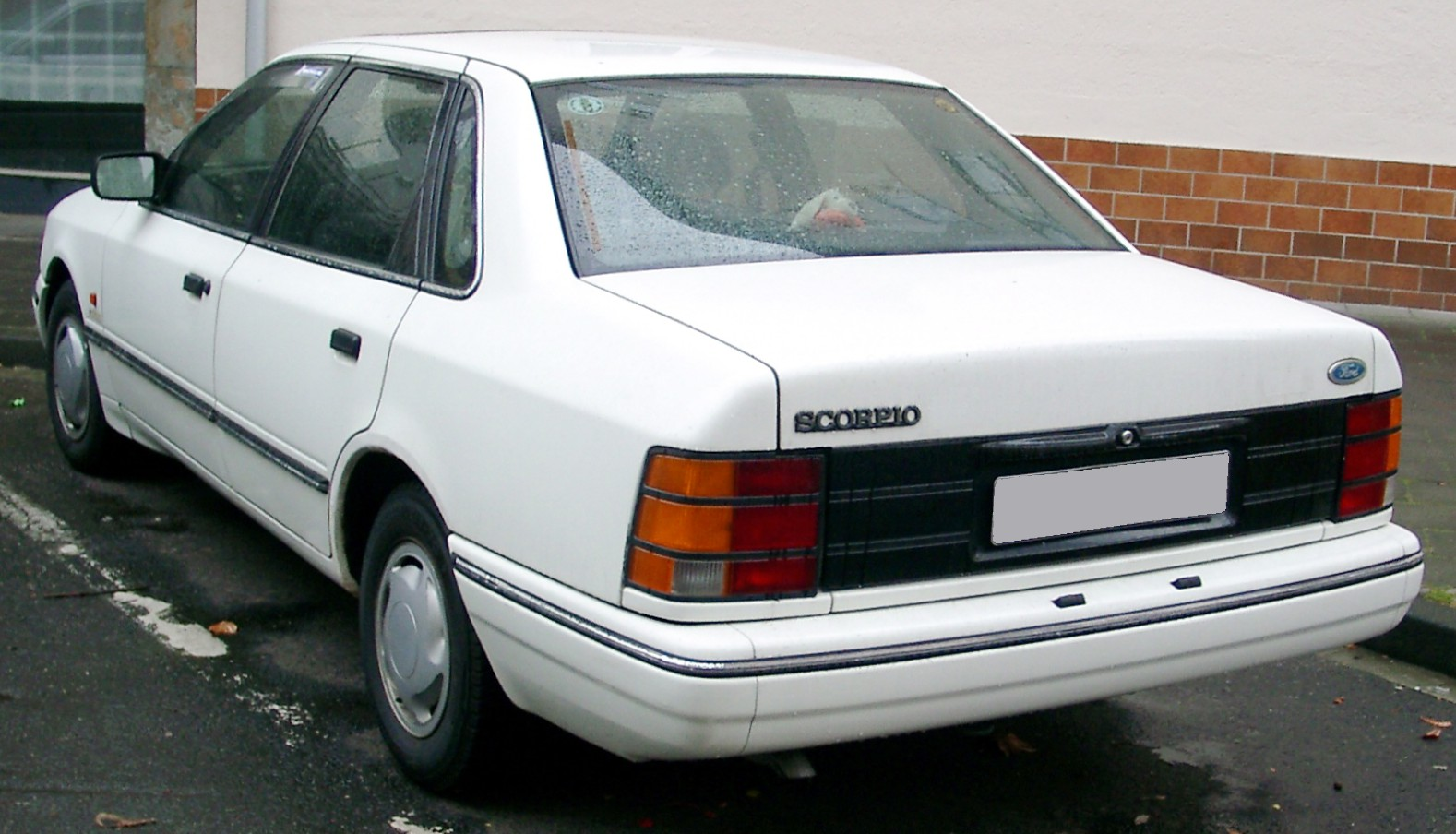
車尾（德規）

### 第一代小改款（1992年-1994年）
1992年進行小改款，修改引擎蓋、進氣壩、頭燈、尾燈與儀錶板的造型。1991年10月曾經在倫敦車展上現身的頂級Estate車型，增加更多豪華配備，後來也加入此車系中。臺灣亦曾引進此小改款車型，一樣於地區經銷商九和汽車的通路銷售。

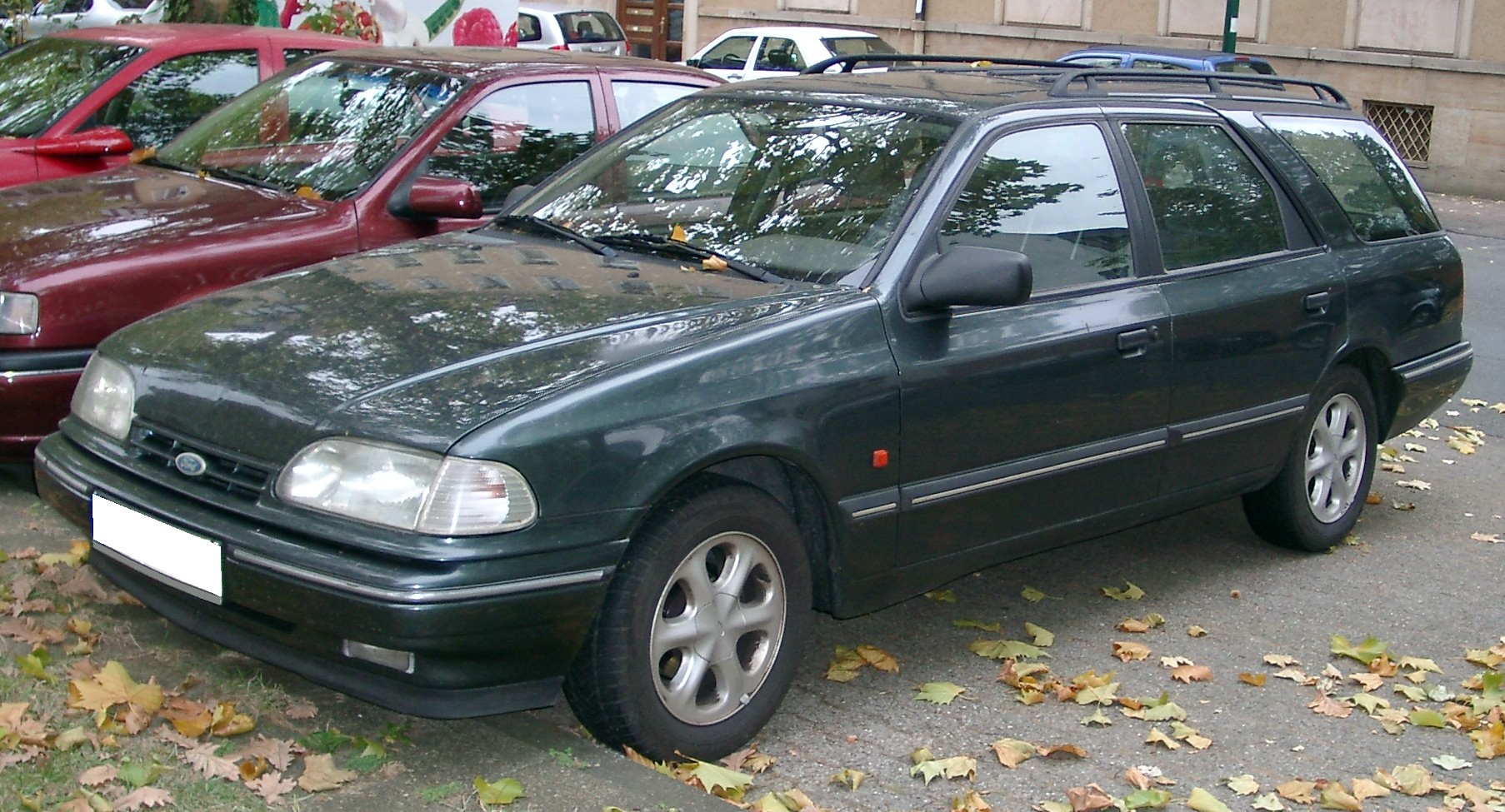
五門旅行車型車頭
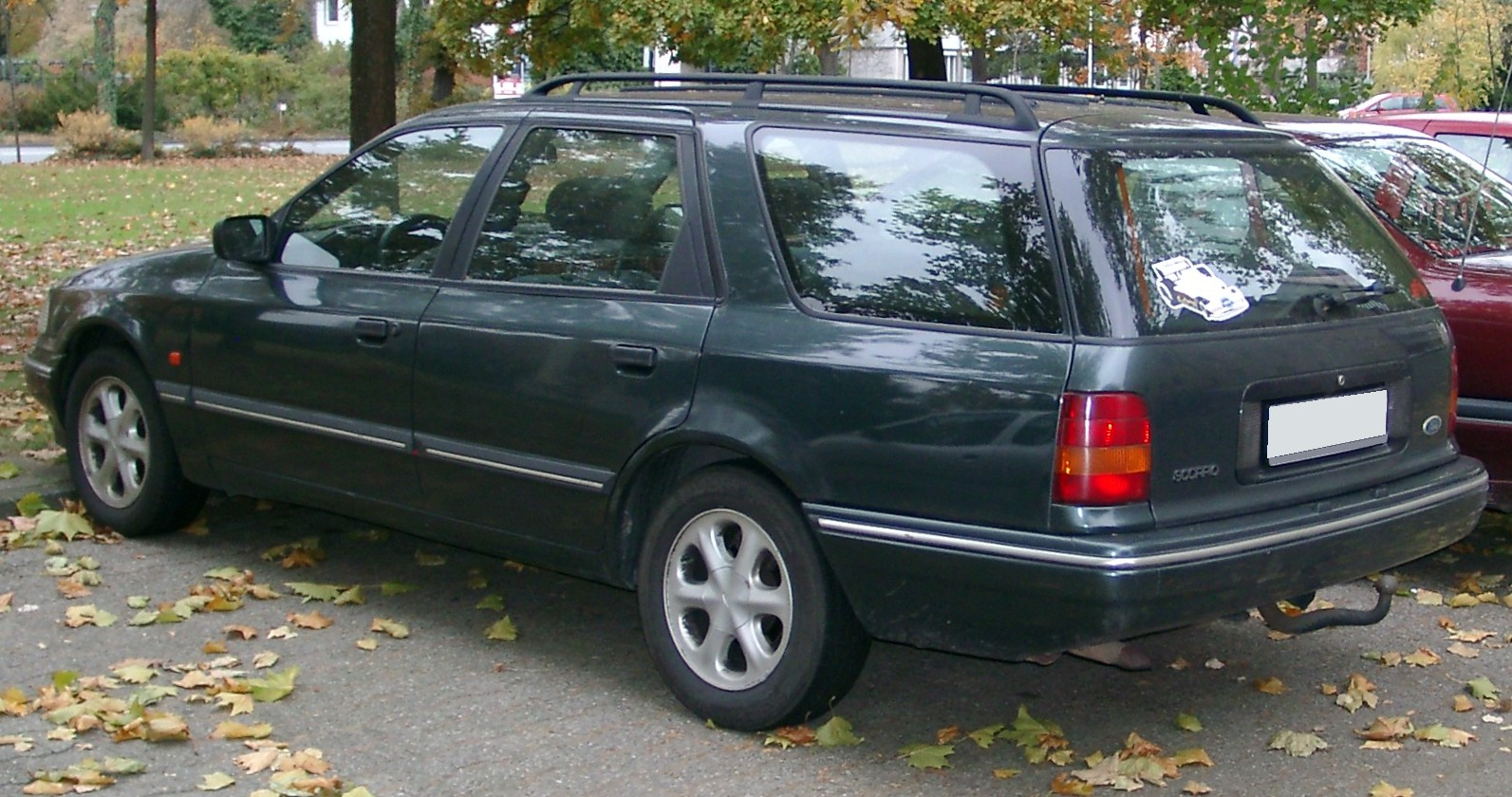
五門旅行車型車尾
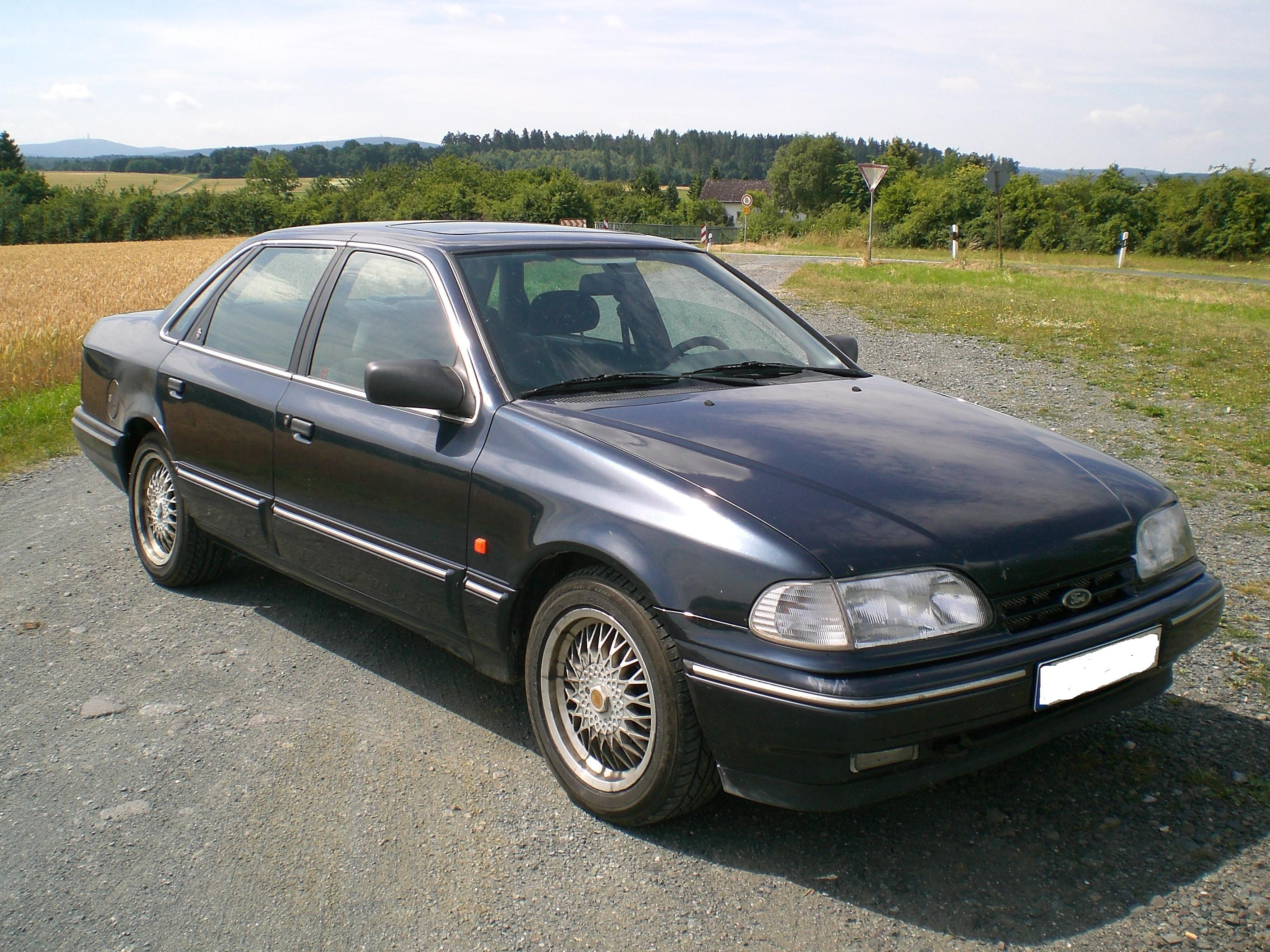
四門轎車型車頭
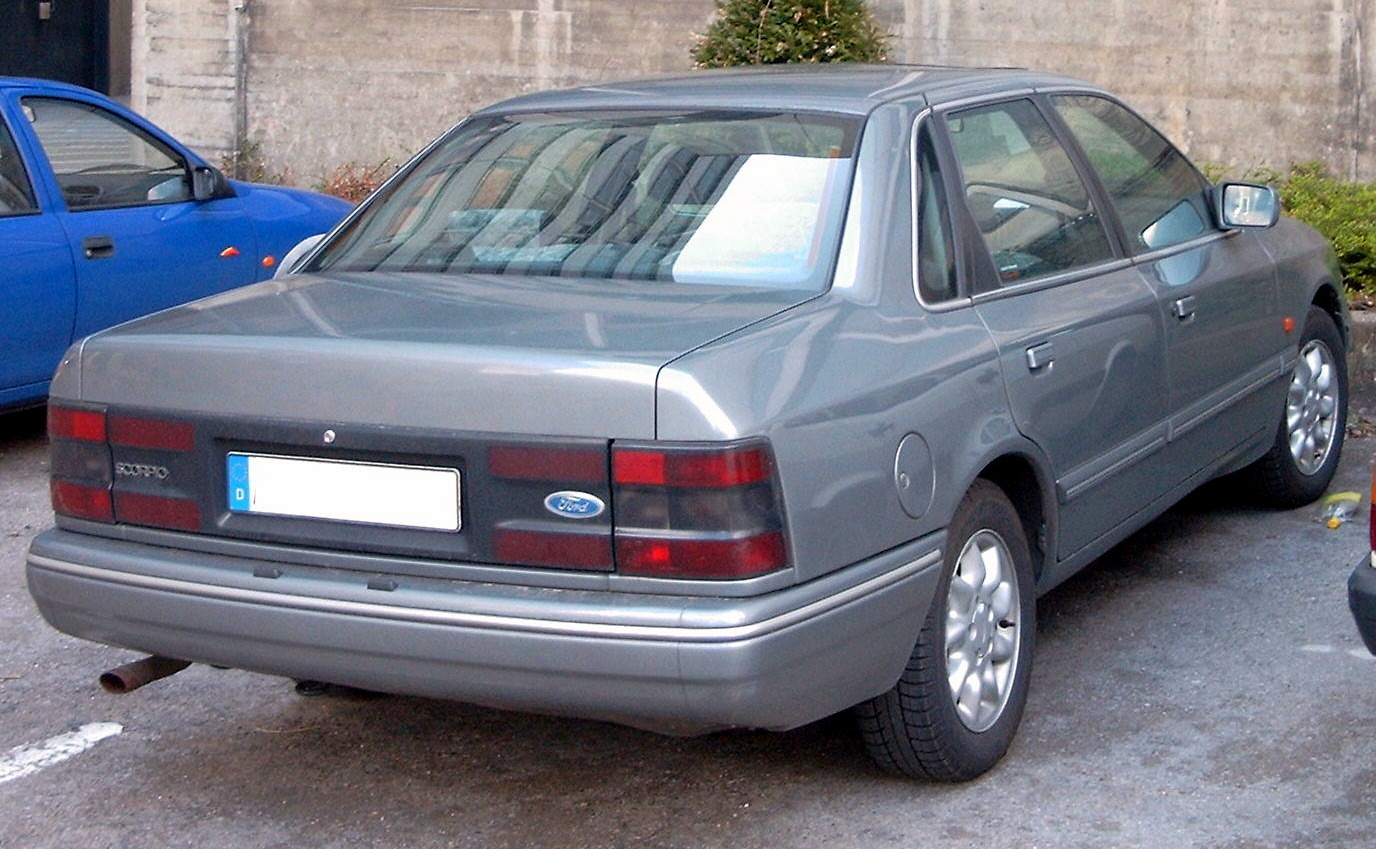
四門轎車型車尾
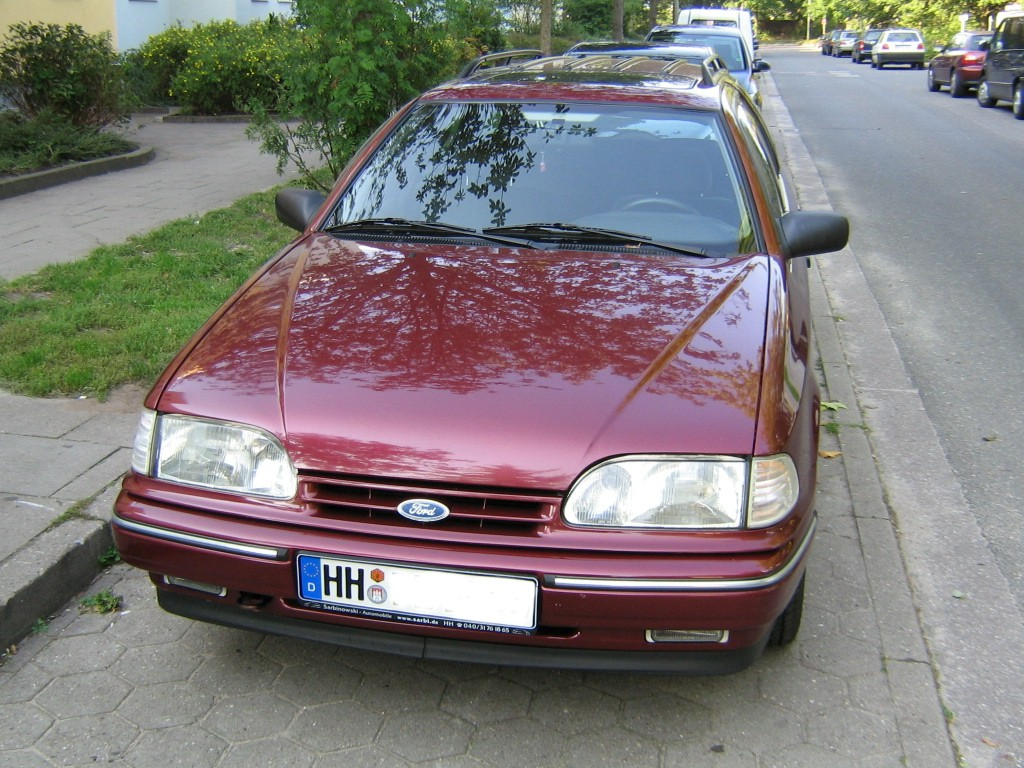
五門旅行車型車頭
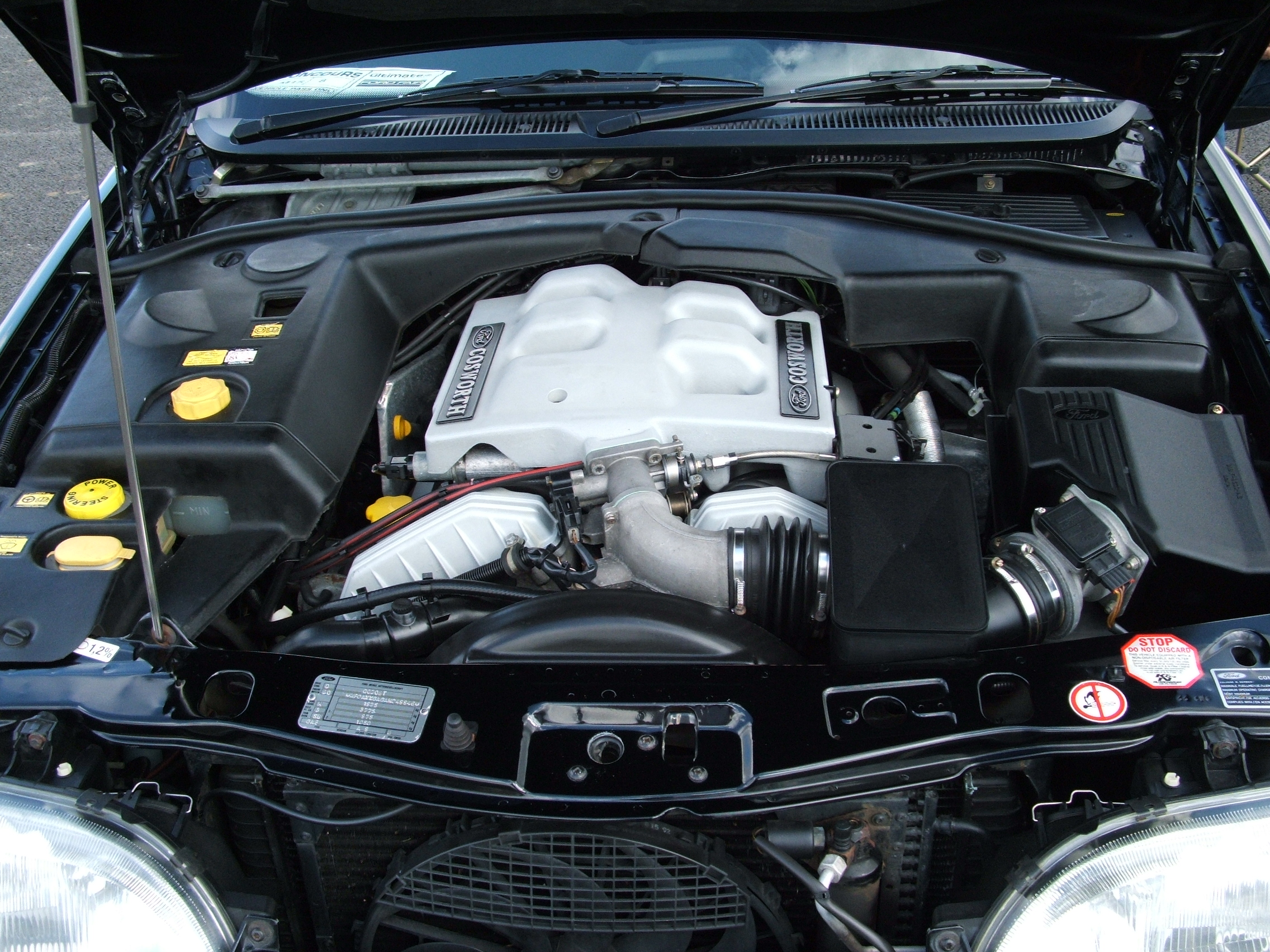
2.9L V型六缸Cosworth引擎

### 第二代（1994年-1998年）
大改款的第二代Scorpio於1994年上市，除了繼續搭載上一代的2.0L和2.9L引擎外，底盤等車身結構也沿用。車型方面，取消了掀背車型，保留五門旅行車型與四門轎車型，區分成基本的Saloon和高級的Estate（另增加後車窗電動雨刷、倒車檔鏈結與可調式後輪懸吊系統）兩種。操控性能與懸吊系統都重新調校過，Estate車型的後輪甚至有可調式懸吊系統。內裝方面有包覆性佳的皮椅，用料的質感也有提升。此外英國及愛爾蘭部分也不再使用Granada這個名子，與其他地區統一使用Scorpio這個名字。
外觀方面反而出現了很大的爭議，因為車頭保險桿、橫柵橢圓進氣壩與貌似蛙眼的大燈結合起來的造型很像鯰魚或青蛙，車尾圓潤的設計搭配下方長型車尾燈及鍍鉻邊框也使其貌似鯨魚，臺灣當年引進時亦有許多人戲稱此車為「鯰魚頭」。消費者正反面的評價皆有，但大部分都是負評，福特汽車甚至不公佈此代之設計者姓名。英國廣播公司（BBC）的電視節目《英國瘋狂汽車秀》（Top Gear）主持人杰里米·克拉克森（Jeremy Clarkson）曾在泰晤士報發表汽車評論寫道：「這部車停止了任何紛爭，因為它是道路上最醜的車」；理查·波特（Richard Porter）在他2004年發表的書籍《垃圾車》（Crap Cars）中將Scorpio列入總數50名裡的第48名。昆汀·威爾遜（Quentin Willson）於《英國瘋狂汽車秀》節目中說到:「悲傷的大眼睛，福特Scorpio是如此英勇的醜陋。它顯然是由雷·查爾斯與史提夫·汪達（兩位皆為著名的盲人歌手）所設計的。」

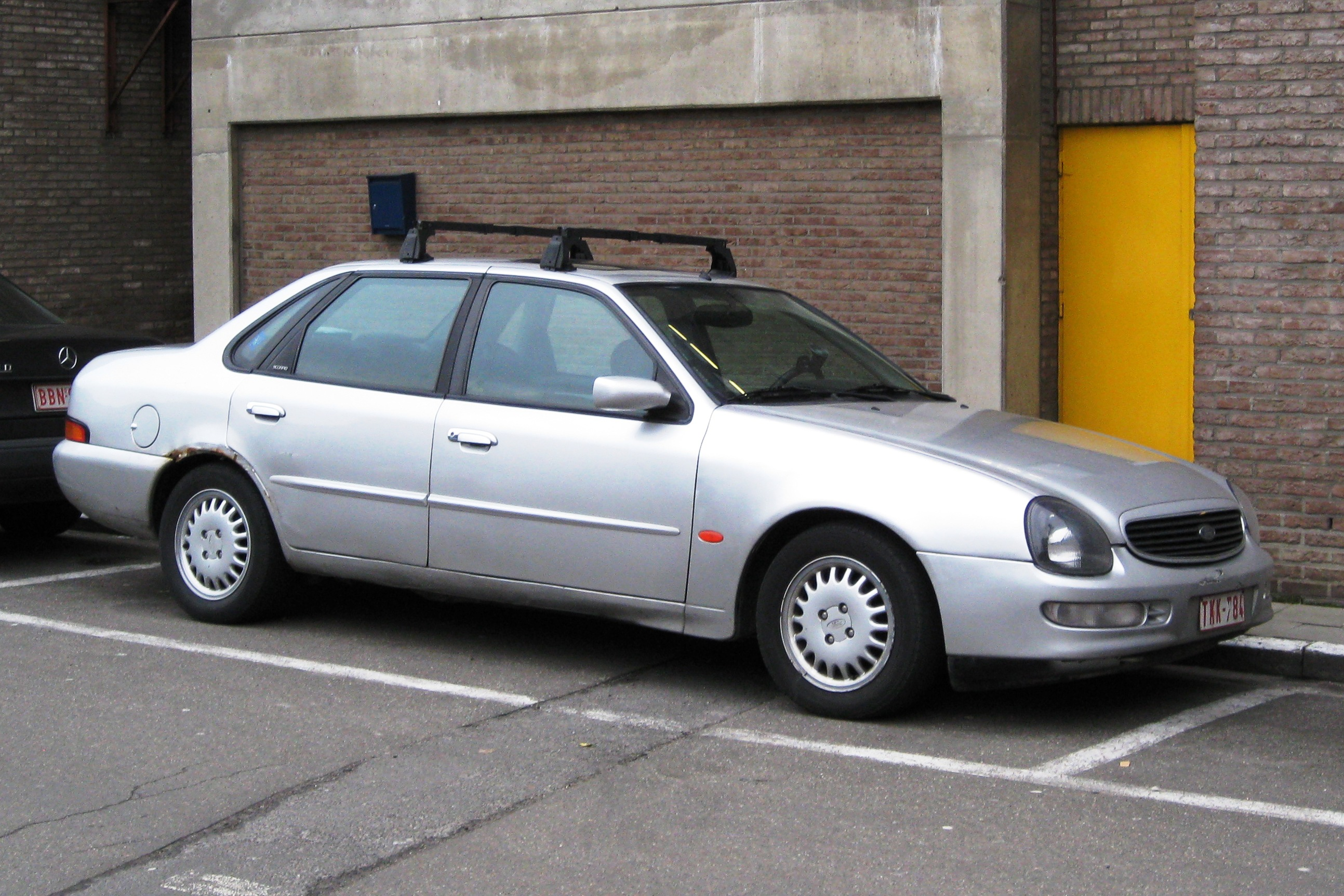
第二代Scorpio小改款

1996年6月增加一具2.3L DOHC直列四缸Y5A/Y5B型引擎，最大馬力147ps / 5,600rpm，最大扭力202N-m / 4,500rpm。1998年進行小改款，頭燈經過燻黑處理並增加頭燈清洗器，進氣壩的橫柵與前保桿的霧燈稍作修飾。，尾燈外殼從原先的全紅色改為紅（煞車燈）、黃（方向燈）相間。值得注意的是性能款Crossworth版在此代的外觀上並沒有明顯的辨識部位，而1998年的小改款則是在車尾部分加上Crossworth徽章。
臺灣福特六和仍然引進此款車，交由九和汽車體系銷售維修。車型只有四門轎車版，2.0L、2.3L和2.9L三種動力版本皆有販售，搭配四速自排變速箱並附一般、運動、雪地等三種模式。不過因為環保材質的線圈組在該地區潮濕炎熱的氣候中容易氧化而漏電，導致冷車無法發動或行駛中突然熄火等問題。銷售狀況仍不理想，僅售出千餘輛左右。

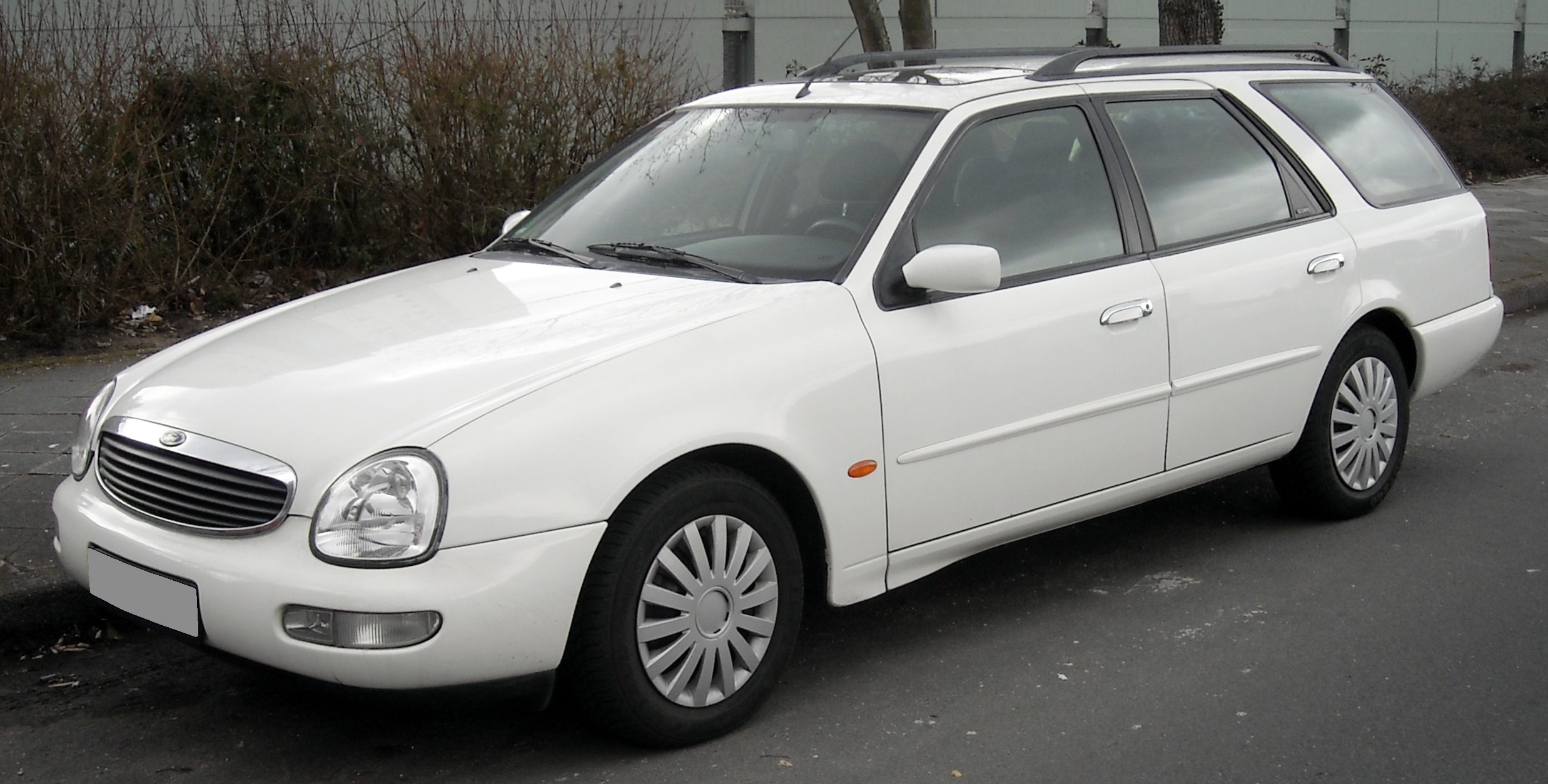
五門旅行車型車頭
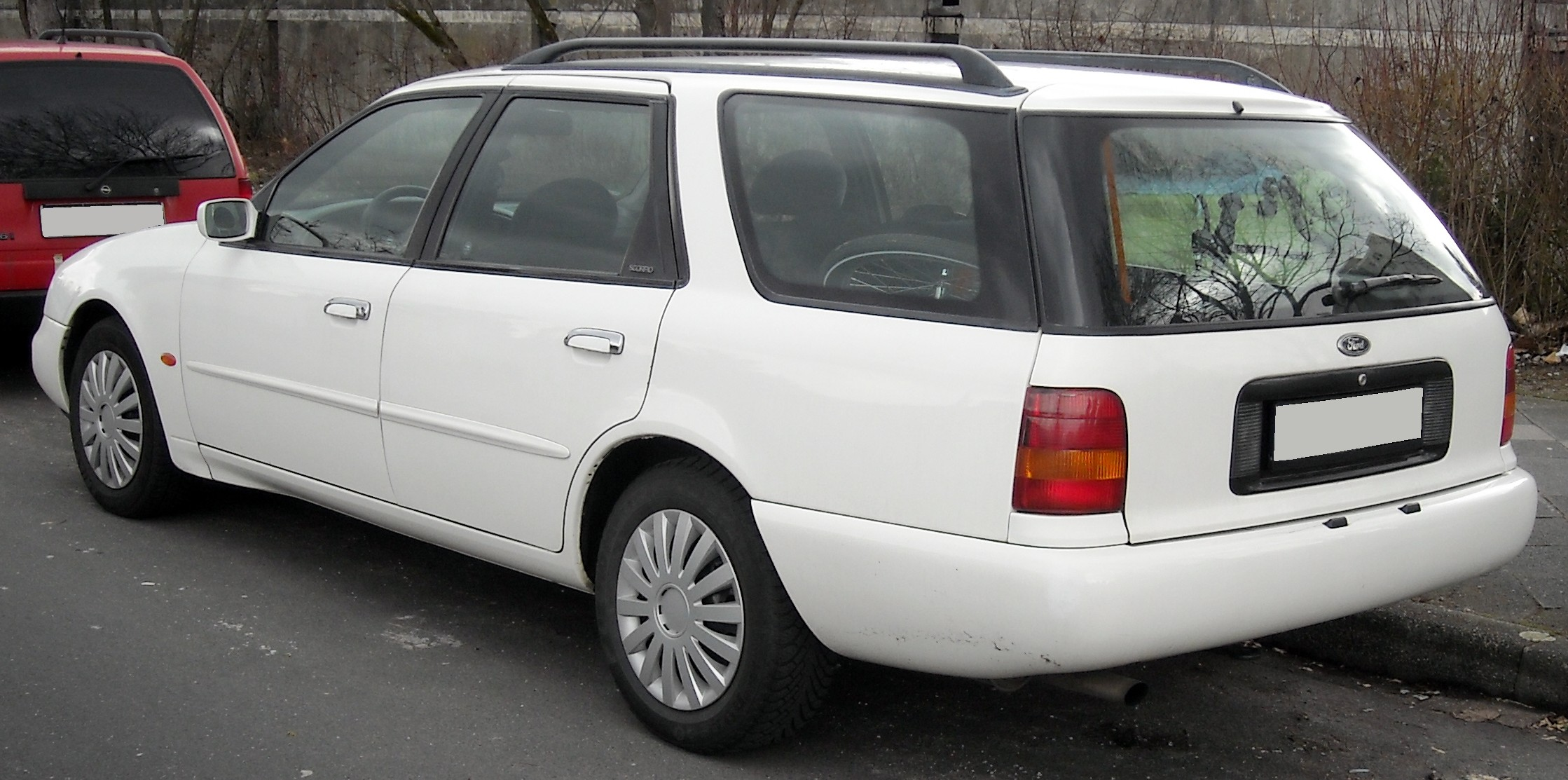
五門旅行車型車尾
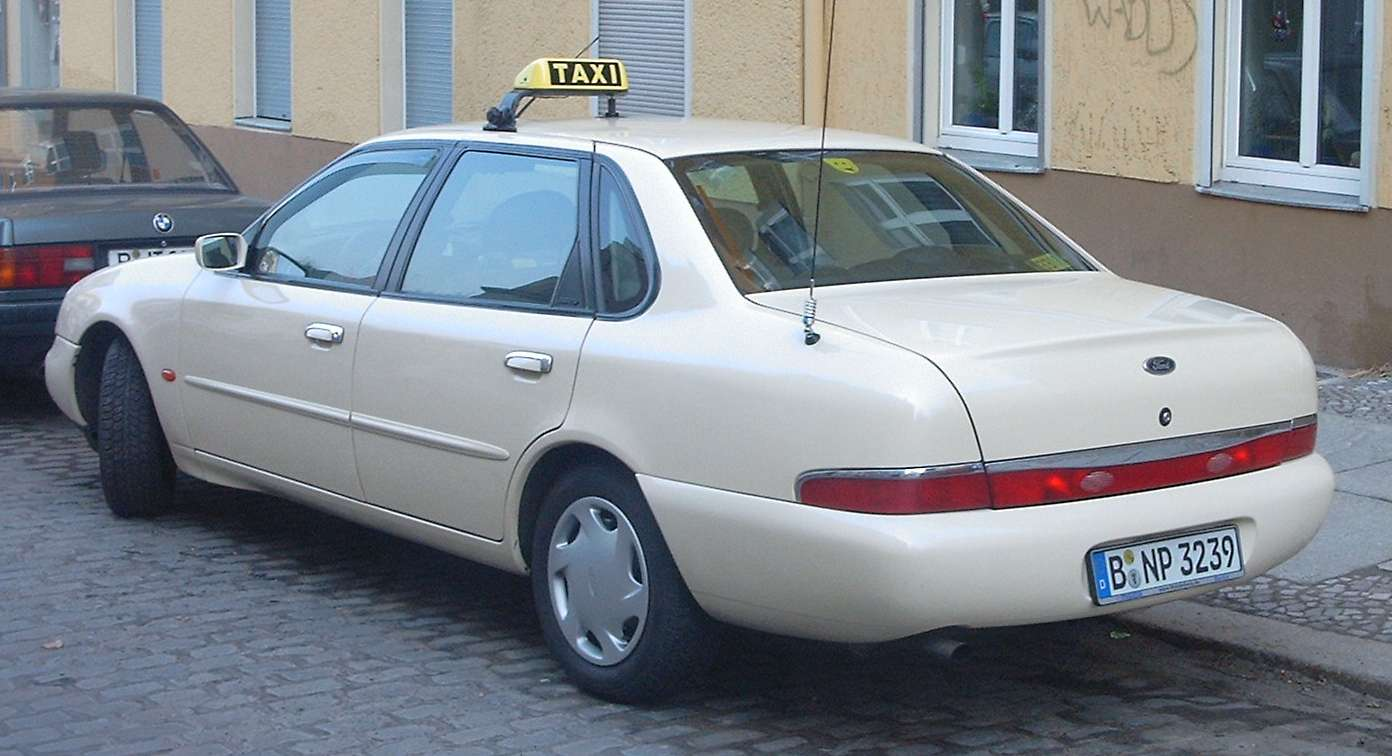
計程車
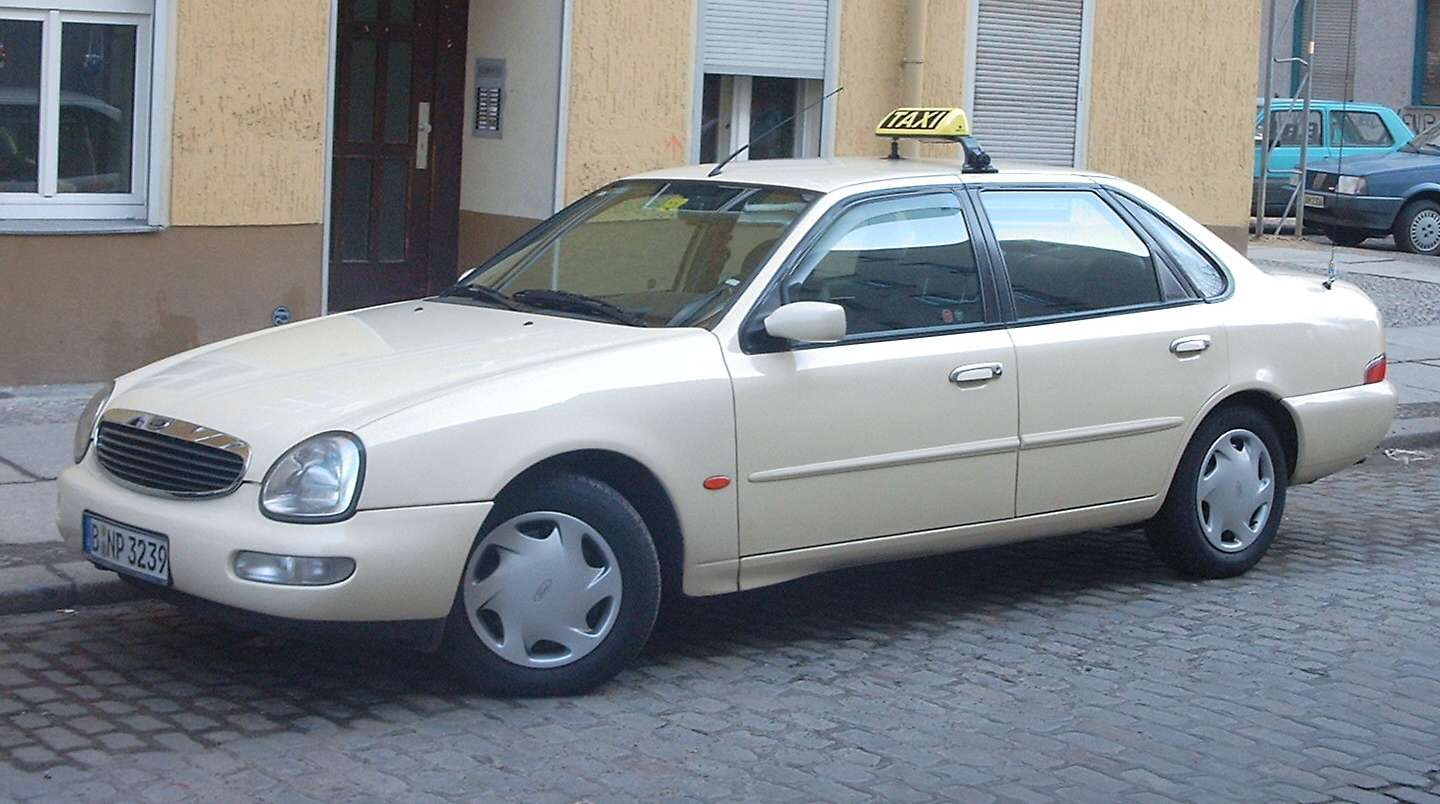
計程車
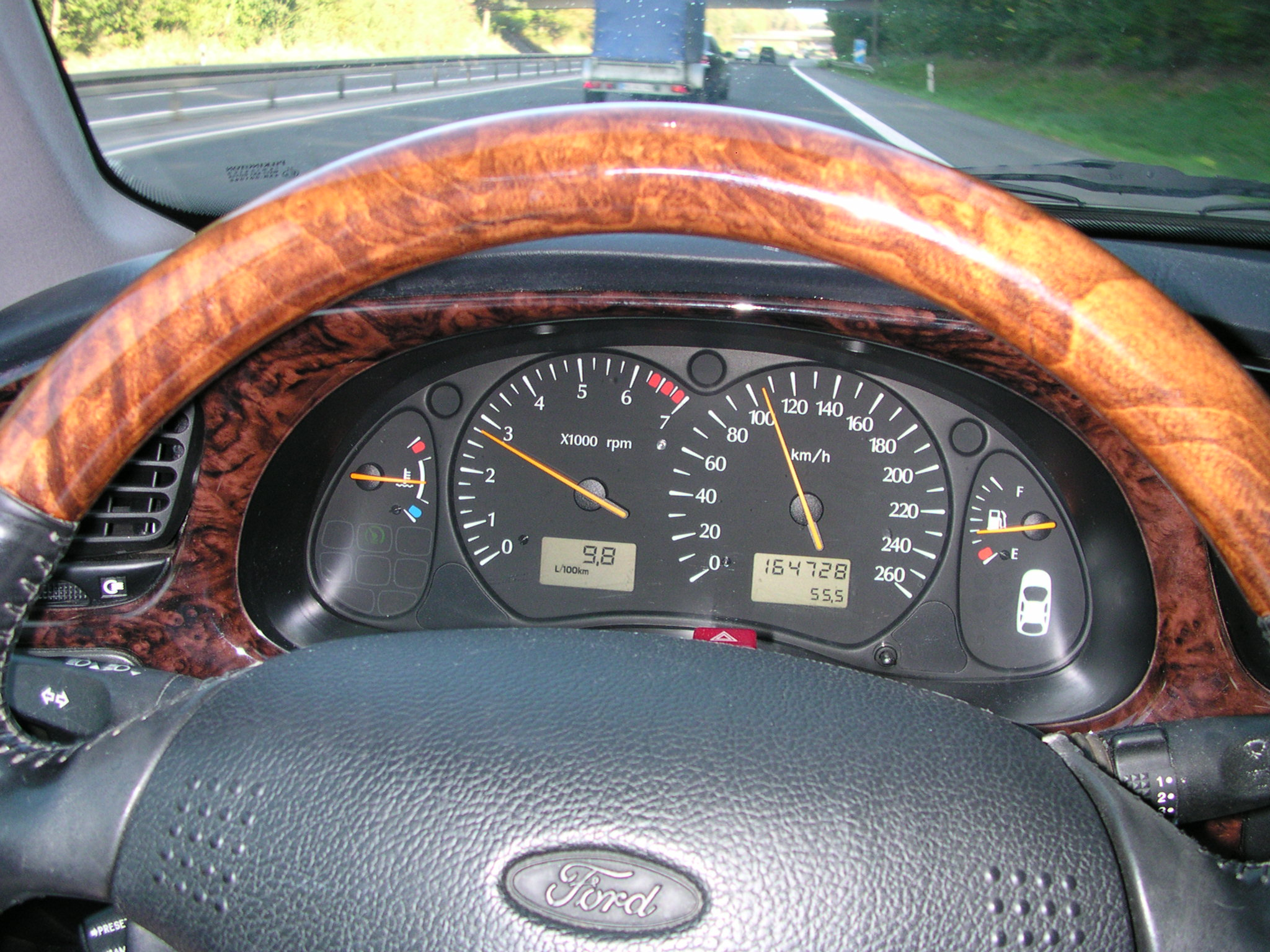
儀錶板

## 外部連結
- YouTube - 福特六和製作的第二代Scropio影片介紹 （页面存档备份，存于）
- （英文）英國Scorpio車友俱樂部 （页面存档备份，存于）
- （英文）美國Merkur車友俱樂部